# ファン・シンチャオ
ファン・シンチャオ（黄星侨、Huang Xing Qiao、1999年11月3日 - ）は、中国の女性歌手。Origin Music International（立音国际）所属。身長168cm。

## 来歴
1999年11月3日、中国広東省の深圳市で生まれる。中学生の頃、作曲ソフトを使って自身の作品をインターネット上にアップロードするようになり、シンチャオの楽曲を聴いた友人が音楽の先生に勧め、音楽の道を歩むようになる。 2016年、立音国际とアーティスト契約を結ぶ。
2017年11月3日、18歳の誕生日に最初のソロシングル『十七岁』をリリース。
2018年1月16日、「音乐工程·鹏城歌飞扬 (音楽工学・ペンチェン歌飛)」の受賞作品コンサートに参加し、最優秀新人賞を受賞。5月には中国最大の音楽授賞式の「音乐先锋榜 (ミュージックパイオニアチャート)」で最優秀新人銀賞を受賞。12月24日、中国語歌唱の『毛毛虫』をリリース。同曲を日本語で歌唱した『アオムシ (Dancing for you)』が日本でデジタル配信。
2019年3月7日、大学在学中に1stアルバム『SINCE 1999』でデビュー。少女から大人に変わる心の痛みや成長。20歳の彼女が綴る力強い言葉と確かな歌声から中国の若い世代から多くの支持を集め、中国で最も期待される若手女性アーティストとして注目を集めた。同年、テンセントのオーディション番組「明日之子3」に参加し、上位25位となった。
2020年5月27日、日本のインディーズレーベルPANDA RECORDより1stアルバム『SINCE 1999』の日本限定仕様盤が発売された。6月1日、ドラマ「酋长的男人」のオリジナル・サウンドトラック『最初的誓约』をリリース。8月10日、自ら作詞を書いたラブソングシングル『少女病徴』をリリース。
2021年、韓国Mnetのオーディション番組「Girls Planet 999」に参加。最終順位18位で脱落。
12月20日、Girls Planet 999に参加したワン・ヤーラとのコラボレーションシングル『怎么就』をリリース。

## 人物
- 特技は歌と作詞 、リアクション[16]。
- 趣味は日記を書くこと、犬と遊ぶこと、新しい事に挑戦すること[16]。
- MBTIはINFP[16]。
- 一番好きなスターはIU。歌、ダンス、作曲と才能あふれるIUが好きだと話している[17]。

## ディスコグラフィ

### 中国

#### アルバム
| No. | タイトル                               | 収録曲 |
| --- | -------------------------------------- | --- |
| 1st | SINCE 1999 (生于1999) （2019年3月7日） | 1. 生于 1999 2. 曙光 3. 苹果树 4. 毛毛虫 5. 听我的 6. 还是很想你 7. 白色毛衣 8. 流光 9. 时光森林 10. 我们不散 |

#### デジタルシングル
- 十七岁（2017年11月3日）[7]
- 让快乐飞（2018年2月28日）[18][19]
- 我们不散（2018年6月21日）[20]
- 毛毛虫（2018年12月24日）
- 與他相對交集（2019年2月20日）
- 與你絕對空集（2019年3月4日）
- 少女病征（2020年8月10日）[13]
- 宠爱时刻（2021年12月2日）- 黄星侨、姚慧
- 怎么就（2021年12月20日）- 黄星侨、王雅乐

OST
- アニメ「超甲虫战记」主題歌[21]（2019年10月25日）
  - 信
- ドラマ「酋长的男人」OST[12]（2020年6月1日）
  - 最初的誓约

参加楽曲
明日之子3
- 『明日之子3 水晶时代 第四期』に収録（2019年7月13日）
  - 克卜勒 (Live)
  - 克卜勒 (纯享版)
- 『明日之子3 水晶时代 第六期』に収録（2019年7月27日）
  - 我 (Live) - 「洪一诺, 黄星侨, 周子琰, 李海珊」名義
- 『明日之子3 水晶时代 第六期 (纯享版)』に収録（2019年7月27日）
  - 我 (纯享版) - 「洪一诺, 黄星侨, 周子琰, 李海珊」名義

その他
- 『新的一年』に収録（2021年2月18日）
  - 新的一年 - 「高天妮, 黄星侨, K.A咔咔, EnjiA魏恩佳」名義

### 日本

#### アルバム
| No.                   | タイトル                                  | 収録曲 |
| PANDA RECORD レーベル | PANDA RECORD レーベル                     | PANDA RECORD レーベル |
| --------------------- | ----------------------------------------- | --- |
| 1st                   | SINCE 1999 日本限定仕様 （2020年5月27日） | 1. 1999 年生まれ (生于 1999) 2. 夜明けの光 (曙光) 3. りんごの樹 (苹果树) 4. アオムシ (毛毛虫) 5. ねえ、聞いて (听我的) 6. それでも貴方を想う (还是很想你) 7. 白いセーター (白色毛衣) 8. 歳月 (流光) 9. 時間の森 (时光森林) 10. 私たちは離れない （我们不散） 11. アオムシ (毛毛虫) (日本語歌唱バージョン) ＜BONUS TRACK＞ |

#### デジタルシングル
- アオムシ (Dancing for you)（2018年12月24日）

### 韓国

#### デジタルシングル
参加楽曲
Girls Planet 999
- 『O.O.O (Over&Over&Over)』に収録（2021年7月12日）
  - O.O.O (Over&Over&Over)
- 『Girls Planet 999 - Creation Mission』に収録（2021年10月8日）
  - Utopia - 「Unicorn」名義。参加メンバーはカン・イェソ、キム・チェヒョン、キム・ボラ、川口ゆりな、ファン・シンチャオ。
- 『Girls Planet 999 - Completion Mission』に収録（2021年10月22日）
  - Shine
  - Another Dream

## 出演

### テレビ番組
- 明日之子3（テンセント、2019年）
- Girls Planet 999（Mnet、2021年）